# Ажипа, Ярослав Иванович
Ярослав Иванович Ажипа (1924—1992) — физиолог, доктор медицинских наук, профессор, лауреат премии имени Л. А. Орбели (1982).
В 1956 году — приехал в Москву из Ростова-на-Дону и работал в группе академика А. Д. Сперанского, исследовал фундаментальные проблемы трофической функции нервной системы.
С 1960 по 1987 годы — инструктор в Отделе науки и высших учебных заведений ЦК КПСС.
В 1970 году — защитил докторскую диссертацию, тема: «Нейро-гуморальные отношения при нервнодистрофическом процессе».
В 1972 году — присвоено учёное звание профессора.
С 1972 по 1992 годы — заведующий Лабораторией трофической функции нервной системы Института высшей нервной деятельности Академии наук СССР.

## Награды
- Премия имени Л. А. Орбели (1982) — за монографию «Нервы желез внутренней секреции и медиаторы в регуляции эндокринных функций»

## Научная деятельность
- Монография «Нервы желез внутренней секреции и медиаторы в регуляции эндокринных функций» была отмечена в 1982 г. премией имени Л.А. Орбели.
- Открытие «Явление возникновения парамагнитных нитрозильных комплексов железа в клетках животных организмов при гипоксии» (Я.И.Ажипа, Л.П.Каюшин, Е.И. Никишкин) с приоритетом от 25 сентября 1965 год.
- Обнаружено явление нитритредукции с участием дезоксигемоглобина (Я.И. Ажипа, Л.П. Каюшин, В.П. Реутов), которое было использовано для снижения токсического действия нитратов и нитритов на организм человека и животных. За эти исследования Я.И. Ажипа был отмечен серебряной, а его соавторы — Л.П. Каюшин, Е.И. Никишкин и В.П. Реутов — бронзовыми медалями ВДНХ СССР.